# Ван дер Дейн ван Маасдам, Адам Франсуа Жюль Арман
Адам Франсуа Жюль Арман ван дер Дейн ван Маасдам (1771—1848) — нидерландский государственный деятель.
Родился 13 апреля 1771 года в Девентере в семье барона Виллема ван дер Дейна, служившего в составе городского гарнизона. С юных лет состоял на военной службе, затем окончил Лейденский университет со степенью доктора права. С 1795 года находился в эмиграции в Великобритании.
После изгнания французов в 1813 году он участвовал в формировании нового правительства Нидерландов, в 1814—1815 годах состоял членом комитета для выработки нидерландской конституции, причём 16 сентября 1815 года получил за эти труды графский титул.
12 декабря 1817 года назначен губернатором Южной Голландии и 12 мая 1825 года получил почётное звание гофмаршала королевского двора. Ещё занимая губернаторскую должность Ван дер Дейн 8 июля 1843 года был назначен государственным министром.
Скончался 19 декабря 1848 года в Гааге.
Среди прочих наград Ван дер Дейн Ван Маасдам имел российский орден св. Александра Невского, пожалованный ему 18 июня 1844 года императором Николаем I.